# Lenard Fritz Krawinkel
Lenard Fritz Krawinkel (* 23. November 1966 in Hannover, auch Lenard F. Krawinkel) ist ein deutscher Schauspieler, Regisseur, Drehbuchautor und Produzent.

## Leben
Nach dem Studium an der Semmelweis-Universität in Budapest und in Berlin etablierte Lenard F. Krawinkel die journalistischen Fernsehmagazine FAB und Tip TV in Berlin. Als Arthur F. Burns Fellow erhielt er ein Stipendium bei Entertainment Tonight in den Paramount Studios von Hollywood. Anfang 1993 begann er sein Filmregie-Studium an der Hochschule für Film und Fernsehen in München, welches er in Paris an der FEMIS zu Ende führte. Auf mehrere Kurz- und TV-Filme folgte 2000 mit dem Spielfilm Sumo Bruno sein Debüt in den deutschen Kinos. In der Folge wechselte er vom Realfilm zur Animation und startete als Mitbegründer von Ambient Entertainment den Aufbau des Studios für Computeranimationen in Hannover. Als Produzent und Regisseur brachte er den ersten deutschen computeranimierten Spielfilm Back to Gaya über Warner Bros. in die Kinos. 2008 wechselte er von den digitalen Filmpionieren zu den Start up Entrepreneuren und gründete in Berlin die Zoobe message entertainment GmbH. Zoobe entwickelte die erste App für Sprachnachrichten mit animierten Charakteren. Ziel war eine neue unterhaltsame filmische Form der mobilen Kommunikation mittels animierter Avataren – sogenannter Animojiis. Bis 2016 wurden über 250 Millionen persönliche zoobe videos von den Nutzern weltweit hergestellt und auf mobilen Nachrichtenübermittlungskanälen verschickt. Bei der Lancierung des iPhone X 2017 gehörten die Animojiis zu einem der drei neuen Standardfeatures von Apple.

## Filmografie

### Als Schauspieler
- 1995: Pack mich
- 1998: First Love

### Als Regisseur
- 1994: Wahlverwandtschaften
- 1995: Pack mich
- 1996: Der Tote vom anderen Ufer
- 1996: Kreuz & quer
- 1998: First Love
- 2000: Sumo Bruno
- 2004: Back to Gaya
- 2005: Zwei Weihnachtshunde

### Als Drehbuchautor
- 1994: Wahlverwandtschaften
- 1995: Pack mich
- 1996: Der Tote vom anderen Ufer
- 2000: Sumo Bruno
- 2005: Zwei Weihnachtshunde

### Als Produzent
- 2004: Back to Gaya

## Preise & Auszeichnungen
- Red Herring Global award für zoobe 2014
- Deutscher Innovationspreis 2004 für "Back to Gaya
- Nominierung Spanischer GOYA 2008 für besten Animationsfilm mit "Back to Gaya"
- Nominierung deutscher Kurzfilmpreis 1997 "Der Tote vom anderen Ufer"
- "Prädikat besonders wertvoll" ("Wahlverwandtschaften", "Der Tote vom anderen Ufer", "Pack mich", "Back to Gaya")
- 34th Giffoni Filmfestival (2004, 2nd place Kids Section, Back to Gaya)
- Animasia Festival (2004, KAPA Price, Back to Gaya)
- Junior Film Festival Stockholm (2005, Bästa lågstadiefilm, Back to Gaya)
- Fantasporto (2005, Nominee for international Fantasy Film Award, Back to Gaya)